# Mäuseburg
Als Mäuseburg wird in der Jägersprache eine bauliche Konstruktion bezeichnet, die möglichst gute Bedingungen zum Aufenthalt und der Vermehrung von Mäusen bietet und dadurch als Lockstelle für die Bejagung von Füchsen oder auch der Winterfütterung von Eulen und anderen Fressfeinden der Mäuse dient. Der Aufbau einer Mäuseburg sollte an trockenen Standorten erfolgen und eine räumliche Ausdehnung um 1 m3 betragen.
Sie besteht meistens aus einer überdachten Holzkonstruktion, die schichtartig mit Stroh bzw. Steinen zum Nestbau sowie aus Getreide oder Mühlenabfällen als Futterreservoir aufgefüllt wird.